# Kenny Gamble

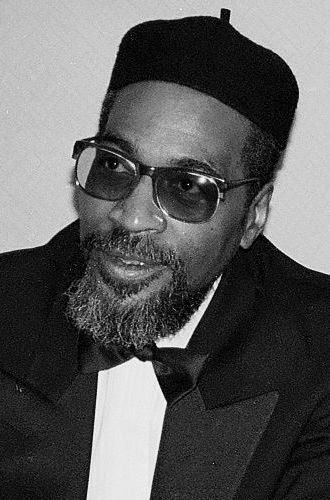
Kenny Gamble (1995)

Kenneth „Kenny“ Gamble (* 11. August 1943 in Philadelphia, Pennsylvania) ist ein amerikanischer Musikproduzent und Songwriter aus dem Bereich des Soul, der vor allem in den 1970er Jahren zusammen mit Leon Huff an einer Reihe von Hits beteiligt war (vgl. Gamble und Huff).
Nachdem Gamble eine Zeit lang bei The Romeos gesungen hatte, tat er sich Ende der 1950er Jahre mit Huff zusammen. 1964 erschien die erste von Gamble und Huff produzierte Single, The 81 von Candy & the Kisses. 1967 kam mit Expressway to Your Heart von The Soul Survivors erstmals eine Single der beiden Produzenten in die Top 5 der Popcharts. Das Duo arbeitete inzwischen für bekannte Labels wie Atlantic und Chess und war später hauptverantwortlich für den Erfolg von Jerry Butlers Only the Strong Survive und I Can’t Stop Dancing von Archie Bell & the Drells. Ab September 1968 produzierten beide ausschließlich in den Sigma Sound Studios.
1971 gründeten Gamble und Huff Philadelphia International Records, im Vertrieb von Columbia, und begannen, mit einem Musikstil, der später als Philly Soul oder auch Phillysound bekannt wurde, mit Motown zu konkurrieren. Bis 1975 produzierten die beiden Hits wie If You Don’t Know Me by Now von Harold Melvin and the Blue Notes, Back Stabbers und Love Train von The O’Jays sowie Billy Pauls Me and Mrs. Jones, das sogar einen Grammy gewann. Auch The Three Degrees, The Intruders und MFSB, die Hausband des Labels, konnten bei Philadelphia International einige Erfolge verzeichnen. Darüber hinaus war das Label maßgeblich an der Entstehung der Discomusik beteiligt.
1975 wurde Philadelphia International in einen Payola-Skandal verwickelt. Huff wurde freigesprochen, während Gamble 2500 Dollar Strafe zahlen musste. 1976 produzierten die beiden noch Enjoy Yourself, einen Hit der Soulband The Jacksons, 1979 folgte Ain’t No Stopping Us Now von McFadden & Whitehead, doch ansonsten ließen die Erfolge des Labels deutlich nach. Als Teddy Pendergrass, der größte Star von Philadelphia International, 1982 nach einem Autounfall gelähmt blieb, kam das kommerzielle Aus, auch wenn Gamble und Huff das Label weiterhin führten.
1990 erhielten beide dank Simply Reds Coverversion von If You Don’t Know Me by Now einen Grammy für den besten R&B-Song. 1999 wurden sie mit dem Grammy Trustees Award ausgezeichnet. 2005 erfolgte ihre Aufnahme in die Dance Music Hall of Fame.
Der Rolling Stone listete Gamble und Huff auf Rang 66 der 100 größten Songwriter aller Zeiten.